# أعمال قطر (شركة)
شركة أعمال هي شركة قطرية مساهمة مدرجة في سوق الدوحة للاوراق المالية تختص الشركة في مجال الاستثمارات العقارية والسياحية والفنادق بدأت شركةً خاصةً وفي منتصف العام 2007 تحولت إلى شركة مساهمة مدرجة في سوق الدوحة للاوراق المالية.
أعلنت شركة أعمال القابضة القطرية عن فوزها بعقد تتجاوز قيمته 1 مليار ريال قطري من خلال شركة السويدي للكابلات قطر، والتي تمتلك أعمال حصة 50% منها، ولمدة ثلاث سنوات من قبل المؤسسة العامة القطرية للكهرباء والماء "كهرماء"، وذلك لتقديم الخدمات الهندسية والبناء والإنشاء، بما في ذلك توريد وتركيب كابلات الكهرباء للمشاريع الاستراتيجية.
كما قامت الشركة من خلال شركتها التابعة أعمال ريديمكس بشراء شركة سي سان التجارية، وهي شركة مملوكة لكل من شركة أعمال ومصرف الريان.

## الخدمات
- الخدمات الهندسية.
- البناء والإنشاء.
- يشمل توريد وتركيب كابلات الكهرباء للمشاريع الاستراتيجية.[2]